# فهرست بخش‌های استان آذربایجان شرقی
استان آذربایجان شرقی به ۵۱ بخش تقسیم شده است. 
بخش مرکزی شهرستان تبریز، پرجمعیت‌ترین و بخش آق منار شهرستان ملکان کم‌جمعیت‌ترین بخش این استان محسوب می‌شود.
یازده بخش میانه، اهر، کلیبر، چاراویماق، سراب، هشترود،ورزقان، نظرکهریزی، تیکمه داش، شادیان و منجوان بیشتر از صد آبادی دارند و برای تسهیل رسیدگی به روستاها این بخش ها باید به بخش های کوچکتر تقسیم شوند.
همچنین شش بخش شادیان،چهاردانگه،آق منار،صومعه و فندقلو و شیرین کند فاقد مراکز شهری هستند.

## فهرست بخش ها
فهرست بخش‌های استان آذربایجان شرقی و اطلاعات کلی آن‌ها به شرح زیر است:
| ردیف | نام بخش   | جمعیت (۱۳۹۵) | شهرها                                                                         | شهرک‌ها                                                                             | مکان‌ها                                                                                   | تعداد روستاها | تاریخ تأسیس |
| ---- | --------- | ------------ | ----------------------------------------------------------------------------- | ---------------------------------------------------------------------------------- | ---------------------------------------------------------------------------------------- | ------------- | ----------- |
| ۱    | تبریز     | ۱٬۶۹۳٬۰۴۲    | تبریز • سردرود                                                                | باغ معروف • مایان سفلی • الوار سفلی • شادآباد مشایخ • سهلان • سفیدان جدید • لیقوان | آسایشگاه باباباغی • شهرک صنعتی چرمشهر                                                    | ۳۵            | ۱۳۱۶٫۰۸٫۱۶  |
| ۲    | مراغه     | ۲۴۰٬۹۷۲      | مراغه                                                                         |                                                                                    | پادگان اسلامی امام رضا . ايستگاه خواجه نصير                                              | ۸۴            | ۱۳۱۶٫۰۸٫۱۶  |
| ۳    | مرند      | ۲۱۷٬۰۹۳      | بناب مرند • زنوز • مرند                                                       | اردکلو • دولت آباد                                                                 | مجتمع کوره های آجرپزی • ايستگاه هرزند . ايستگاه زال                                      | ۶۰            | ۱۳۱۶٫۰۸٫۱۶  |
| ۴    | بناب      | ۱۳۴٬۸۹۲      | بناب • خوشه‌مهر                                                                | قره چپق • آخوند قشلاق • زاوشت • چپقلو                                              | فرودگاه مراغه (سهند)                                                                     | ۲۴            | ۱۳۲۶٫۰۸٫۲۰  |
| ۵    | میانه     | ۱۲۹٬۶۰۰      | آچاچی • میانه                                                                 |                                                                                    | ايستگاه قرانقو . ايستگاه پل دختر . ايستگاه ميانه                                         | ۱۵۵           | ۱۳۱۶٫۰۸٫۱۶  |
| ۶    | اسکو      | ۱۲۷٬۴۵۲      | اسکو • سهند                                                                   | اسفنجان                                                                            |                                                                                          | ۲۲            | ۱۳۶۹٫۰۶٫۲۱  |
| ۷    | اهر       | ۱۲۳٬۹۹۶      | اهر                                                                           |                                                                                    | معدن سنگ مزارع                                                                           | ۱۵۰           | ۱۳۱۶٫۰۸٫۱۶  |
| ۸    | سراب      | ۹۷٬۰۹۶       | سراب                                                                          |                                                                                    |                                                                                          | ۱۴۳           | ۱۳۱۶٫۰۸٫۱۶  |
| ۹    | ملکان     | ۷۸٬۴۷۰       | مبارک‌شهر • ملکان                                                              | لکلر • تازه قلعه • بایقوت • آروق                                                   |                                                                                          | ۳۱            | ۱۳۳۸٫۰۶٫۲۴  |
| ۱۰   | شبستر     | ۷۸٬۹۳۳       | خامنه • داریان • شبستر • شرفخانه • شندآباد • کوزه‌کنان • سیس • علیشاه • وایقان |                                                                                    | پادگان امام زمان . قلعه حسن اباد/گاوداري جهاد/                                           | ۱۹            | ۱۳۱۶٫۰۸٫۱۶  |
| ۱۱   | آذرشهر    | ۷۳٬۵۴۴       | آذرشهر                                                                        |                                                                                    | ايستگاه راه اهن شيرامين                                                                  | ۳۴            | ۱۳۶۹٫۰۶٫۲۱  |
| ۱۲   | بستان‌آباد | ۷۲٬۲۲۳       | بستان‌آباد • کردکندی                                                           | الانق                                                                              | ايستگاه فرستنده تلويزيون                                                                 | ۸۱            | ۱۳۱۶٫۰۸٫۱۶  |
| ۱۳   | عجب‌شیر    | ۵۳٬۸۴۵       | عجب‌شیر                                                                        | خضرلو                                                                              | پادگان ۰۳عجب شير . ايستگاه راه اهن ديزج رود . ايستگاه پرويزبهمن . پارک ملي درياچه اروميه | ۱۹            | ۱۳۲۶٫۰۸٫۲۰  |
| ۱۴   | جلفا      | ۵۳٬۳۵۲       | جلفا • هادیشهر                                                                |                                                                                    | آسیاب خرابه                                                                              | ۳۰            | ۱۳۲۷٫۰۰٫۰۰  |
| ۱۵   | خسروشاه   | ۴۸٬۶۶۳       | خسروشاه• لاهیجان • اسفهلان                                                    |                                                                                    | رادار تبریز • نیروگاه حرارتی                                                             | ۱۱            | ۱۳۷۶٫۰۲٫۰۷  |
| ۱۶   | هشترود    | ۴۳٬۴۶۳       | هشترود                                                                        |                                                                                    | ايستگاه خراسانک • ايستگاه بابک . ايستگاه شاپور                                           | ۱۱۳           | ۱۳۱۶٫۰۸٫۱۶  |
| ۱۷   | هریس      | ۴۰٬۵۵۸       | زرنق • بخشایش • کلوانق • هریس                                                 |                                                                                    |                                                                                          | ۳۶            | ۱۳۱۶٫۰۸٫۱۶  |
| ۱۸   | صوفیان    | ۳۷٬۶۴۶       | صوفیان • نظرلو                                                                |                                                                                    | گمرک سهلان . ايستگاه سهلان                                                               | ۳۹            | ۱۳۶۸٫۱۲٫۰۹  |
| ۱۹   | ورزقان    | ۳۵٬۸۹۷       | ورزقان                                                                        |                                                                                    | معدن مس سونگون                                                                           | ۱۱۲           | ۱۳۲۳٫۰۸٫۲۳  |
| ۲۰   | باسمنج    | ۳۱٬۳۲۷       | باسمنج                                                                        |                                                                                    |                                                                                          | ۱۱            | ۱۴۰۰٫۰۴٫۲۷  |
| ۲۱   | کشکسرای   | ۳۱٬۲۵۰       | کشکسرای • دیزج حسین‌بیگ                                                        | یالقوزآغاج                                                                         |                                                                                          | ۲۰            | ۱۳۹۹٫۱۰٫۱۰  |
| ۲۲   | ایلخچی    | ۳۰٬۸۱۸       | ایلخچی                                                                        |                                                                                    |                                                                                          | ۲۴            | ۱۳۷۶٫۰۳٫۲۵  |
| ۲۳   | خواجه     | ۲۸٬۵۳۵       | اربطان • خواجه                                                                |                                                                                    |                                                                                          | ۶۷            | ۱۳۶۸٫۰۴٫۰۲۱ |
| ۲۴   | مهربان    | ۲۸٬۲۴۴       | دوزدوزان • شربیان • مهربان                                                    |                                                                                    |                                                                                          | ۴۰            | ۱۳۶۸٫۰۴٫۰۲۱ |
| ۲۵   | یامچی     | ۲۷٬۸۷۷       | یامچی                                                                         |                                                                                    |                                                                                          | ۳۶            | ۱۳۷۴٫۰۵٫۰۸  |
| ۲۶   | لیلان     | ۱۶٬۸۷۴       | لیلان                                                                         |                                                                                    |                                                                                          | ۱۰            | ۱۳۷۴٫۰۷٫۰۹  |
| ۲۷   | گوگان     | ۲۴٬۸۷۳       | تیمورلو • گوگان                                                               |                                                                                    | ايستگاه راه اهن اذرشهر • معدن سرداراباد                                                  | ۷             | ۱۳۷۶٫۰۲٫۰۷  |
| ۲۸   | کلیبر     | ۲۴٬۲۹۷       | کلیبر                                                                         |                                                                                    | کمپ گردشگری قلعه دره سي                                                                  | ۱۴۸           | ۱۳۱۶٫۰۸٫۱۶  |
| ۲۹   | تیکمه‌داش  | ۲۲٬۵۴۵       | تیکمه‌داش                                                                      |                                                                                    |                                                                                          | ۱۰۳           | ۱۳۶۸٫۱۲٫۰۹  |
| ۳۰   | آبش‌احمد   | ۲۱٬۸۲۸       | آبش‌احمد                                                                       |                                                                                    |                                                                                          | ۹۴            | ۱۳۷۹٫۰۱٫۳۱  |
| ۳۱   | سراجو     | ۲۱٬۶۳۱       | خداجو                                                                         |                                                                                    | ايستگاه خراجو                                                                            | ۹۰            | ۱۳۷۳٫۱۰٫۱۸  |
| ۳۲   | ترکمانچای | ۱۵،۰۳۱       | ترکمانچای                                                                     |                                                                                    | ايستگاه شيخ صفي                                                                          | ۴۷            | ۱۳۴۸٫۰۲٫۲۱  |
| ۳۳   | کندوان    | ۲۱٬۱۳۱       | ترک                                                                           |                                                                                    |                                                                                          | ۹۳            | ۱۳۶۸٫۰۴٫۰۲۱ |
| ۳۴   | چاراویماق | ۱۹٬۷۰۴       | قره‌آغاج                                                                       |                                                                                    |                                                                                          | ۱۴۵           | ۱۳۲۶٫۰۸٫۲۰  |
| ۳۵   | تسوج      | ۱۸٬۸۴۲       | تسوج                                                                          |                                                                                    | مقبره علي علمدار                                                                         | ۱۵            | ۱۳۷۵٫۰۲٫۳۰  |
| ۳۶   | قلعه‌چای   | ۱۷٬۰۰۷       | جوان‌قلعه                                                                      |                                                                                    |                                                                                          | ۲۲            | ۱۳۸۰٫۰۳٫۱۶  |
| ۳۷   | خاروانا   | ۱۶٬۷۵۳       | خاروانا                                                                       |                                                                                    |                                                                                          | ۵۰            | ۱۳۶۸٫۰۴٫۰۲۱ |
| ۳۸   | نظرکهریزی | ۱۳٬۷۳۶       | نظرکهریزی                                                                     |                                                                                    | ايستگاه هشترود . ايستگاه اتش بيگ . ايستگاه سراجو                                         | ۱۰۴           | ۱۳۶۸٫۰۴٫۰۲۱ |
| ۳۹   | هوراند    | ۱۳٬۰۰۸       | هوراند                                                                        |                                                                                    |                                                                                          | ۶۴            | ۱۳۲۳٫۰۸٫۲۳  |
| ۴۰   | گرمادوز   | ۱۲٬۵۴۴       | لاریجان                                                                       |                                                                                    |                                                                                          | ۴۲            | ۱۳۸۹٫۰۹٫۰۷  |
| ۴۱   | منجوان    | ۱۱٬۹۲۰       | عاشقلو                                                                        |                                                                                    |                                                                                          | ۱۰۰           | ۱۳۸۹٫۰۹٫۰۷  |
| ۴۲   | ممقان     | ۱۱٬۸۹۲       | ممقان                                                                         |                                                                                    |                                                                                          | ۲             | ۱۳۸۱٫۱۲٫۱۸  |
| ۴۳   | شادیان    | ۱۱٬۳۶۷       |                                                                               | آغچه ریش                                                                           |                                                                                          | ۱۰۳           | ۱۳۷۹٫۰۶٫۱۶  |
| ۴۴   | کاغذکنان  | ۱۰٬۷۲۹       | آقکند                                                                         |                                                                                    |                                                                                          | ۸۰            | ۱۳۲۲٫۱۰٫۲۱  |
| ۴۵   | فندقلو    | ۹٬۸۳۳        |                                                                               | تازه کند                                                                           | راهدارخانه نقدوز                                                                         | ۷۹            | ۱۳۹۷٫۰۸٫۱۳  |
| ۴۶   | خداآفرین  | ۸٬۵۳۱        | خمارلو                                                                        |                                                                                    |                                                                                          | ۶۲            | ۱۳۱۶٫۰۸٫۱۶  |
| ۴۷   | سیه‌رود    | ۸٬۰۰۶        | سیه‌رود                                                                        |                                                                                    | پایانه مرزی نوردوز                                                                       | ۳۰            | ۱۳۷۴٫۰۵٫۰۸  |
| ۴۸   | چهاردانگه | ۷٬۸۹۳        |                                                                               | آق براز                                                                            |                                                                                          | ۴۴            | ۱۳۹۷٫۰۸٫۱۳  |
| ۴۹   | آق منار   | ۷٬۴۶۸        |                                                                               | آق منار                                                                            |                                                                                          | ۲۱            | ۱۴۰۲٫۰۲٫۱۷  |
| ۵۰   | شیرین کند | ۸٬۵۰۷        |                                                                               | شیرین کند                                                                          | مجتمع تصفیه خانه آب زرینه رود                                                            | ۱۴            | ۱۴۰۲٫۰۲٫۱۷  |
| ۵۱   | صومعه     | ۶٬۳۵۶        |                                                                               | صومعه                                                                              |                                                                                          | ۱۵            | ۱۴۰۳٫۰۲٫۰۹  |

## بخشداری های ویژه
بخشداری هایی که در آینده نزدیک احتمال ارتقا آنها به فرمانداری وجود دارد.
- آبش احمد
- صوفیان
- تسوج
- خاروانا
- مهربان
- خسروشاه

## بخشداری های احتمالی آینده
شهرها و دهستانهایی که احتمال ارتقا آنها به بخش در آینده نزدیک دارد.
- مولان[۴۴]
- سیس[۴۱]
- شربیان[۴۳]
- زنوز[۴۵]
- سهند[۴۶]